# 暗黑街擊滅命令
暗黑街擊滅命令（暗黒街撃滅命令）是1961年的日本警匪片，本片由三橋達也和佐藤允等主演。

## 主要演員列表
- 原田刑事：三橋達也
- 若原洋子：星由里子
- 由利浩：佐藤允
- 夏美：水野久美
- 白井：中丸忠雄
- 矢坂隆一郎：田崎潤
- 長谷：稲垣隆
- 健：二瓶正也
- 南：草川直也
- 殿村太平:河津清三郎
- 深見:桐野洋雄
- 村田勘三: 堺左千夫